# Plano costero
En geografía, un plano costero es un área de gran ancho, poca vida y adyacente a la costa del mar, que se encuentra separada del interior por otras características geográficas.
Uno de los planos costeros más grandes del mundo se encuentra en la parte occidental de Sudamérica.  
El plano costero suroriental de Norteamérica es notable por su diversidad de especies. El plano costero del Golfo de Norteamérica se extiende al norte desde el golfo de México a lo largo del bajo río Misisipi hasta el río Ohio, que está a una distancia de unos 800 km. 
Durante el período cretácico, el área central de Estados Unidos estaba cubierta por un mar poco profundo, que desapareció al emerger el terreno. Se hallaron en el oeste de Kansas grandes fósiles de aves acuáticas, llamadas Hesperornis e Ichthyornis, lo que indica que este mar poseía abundancia de peces.
El plano costero que va a lo largo del curso bajo del río Misisipi puede estar asociado con este mar, que existió hace 100 millones de años.
- Datos: Q9060470